# William Richardson (astrônomo)
William Richardson foi um astrônomo britânico.
Recebeu em 1830 a Medalha de Ouro da Royal Astronomical Society, por sua investigação da constante de aberração.